# Arthur Luysterman

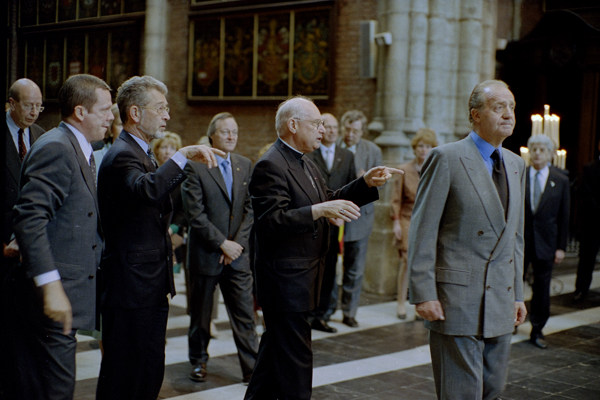
Luysterman und Juan Carlos I. in Gent

Arthur Luysterman (* 18. März 1932 in Meerbeke, Gemeinde Ninove) ist emeritierter Bischof von Gent.

## Leben
Luysterman empfing am 26. August 1956 das Sakrament der Priesterweihe für das Bistum Gent. Nachdem er mehrere Jahre für die Priesterseminaristen in der Armee verantwortlich war, wurde er 1973 Almosenier der belgischen Armee und der Reichswacht.
Am 13. Juli 1990 ernannte ihn Papst Johannes Paul II. zum Koadjutorbischof von Gent. Die Bischofsweihe spendete ihm der Bischof von Gent, Léonce Albert Van Peteghem, am 21. Oktober desselben Jahres. Mitkonsekratoren waren der Erzbischof von Mecheln-Brüssel, Godfried Kardinal Danneels, der Bischof von Namur, Robert-Joseph Mathen, der Bischof von Tournai, Jean Huard, und der Bischof von Antwerpen, Paul Van den Berghe.
Mit dem Rücktritt Léonce Albert Van Peteghems am 27. Dezember 1991 folgte Luystermann diesem als 29. Bischof von Gent nach. Am 19. Dezember 2003 nahm Johannes Paul II. sein Rücktrittsgesuch an. Luystermann behielt trotzdem seinen Sitz in der Belgischen Bischofskonferenz.
Am 24. November 1990 verlieh ihm seine Heimatstadt Ninove die Ehrenbürgerwürde.